# Charles Sands
Charles Edward Sands (New York, 22 dicembre 1865 – Brookville, 9 agosto 1945) è stato un golfista e tennista statunitense.

## Carriera
Ha partecipato alle Olimpiadi di Parigi 1900 sia nel golf che nel tennis, ha avuto successo nel torneo individuale di golf vincendo la medaglia d'oro mentre nel tennis si è fermato ai quarti di finale sia nel doppio che nel doppio misto. È sceso in campo alle Olimpiadi di Londra 1908 nella specialità della pallacorda (o "jeu de paume"), perdendo negli ottavi di finale contro Eustace Miles, è diventato così il secondo atleta statunitense a competere in tre diversi sport ai Giochi Olimpici eguagliando l'impresa di Frank Kugler.

## Palmarès
- Olimpiadi

Parigi 1900: oro nel golf individuale.